# Дезоксицитидин
Дезоксицитидинът е дезоксинуклеотид, получен от пиримидиновата нуклеотидна база цитозин свъзвана с пентозата дезоксирибоза чрез гликозидна връзка. Дезоксицитидинът е един от четирите нуклеотида участващ в играждането на ДНК молекулите.